# Codice ATC D08
Il codice ATC D08 "Antisettici e disinfettanti" è un sottogruppo del sistema di classificazione Anatomico Terapeutico e Chimico, un sistema di codici alfanumerici sviluppato dall'OMS per la classificazione dei farmaci e altri prodotti medici. Il sottogruppo D08 fa parte del gruppo anatomico D, farmaci per l'apparato tegumentario.
Codici per uso veterinario (codici ATCvet) possono essere creati ponendo la lettera Q di fronte al codice ATC umano: QD08... I codici ATCvet senza corrispondente codice ATC umano sono riportati nella lista seguente con la Q iniziale.
Numeri nazionali della classificazione ATC possono includere codici aggiuntivi non presenti in questa lista, che segue la versione OMS.

## D08A Antisettici e disinfettanti

### D08AA Derivati dell'acridina
D08AA01 Etacridina lattato
D08AA02 Aminoacridina
D08AA03 Euflavina
QD08AA99 Derivati dell'acridina, associazioni

### D08AC Biguanidi e ammidine
D08AC01 Dibrompropamidina
D08AC02 Clorexidina
D08AC03 Propamidina
D08AC04 Esamidina
D08AC05 Poliesanide
D08AC52 Clorexidina, associazioni
QD08AC54 Esamidina, associazioni

### D08AE Fenolo e derivati
D08AE01 Esaclorofene
D08AE02 Policresulene
D08AE03 Fenolo
D08AE04 Triclosan
D08AE05 Cloroxilenolo
D08AE06 Bifenilolo
QD08AE99 Fenolo e derivati, associazioni

### D08AF Derivati dei nitrofurani
D08AF01 Nitrofurazone

### D08AG Prodotti a base di iodio
D08AG01 Iodio/ottilfenossipoliglicoletere
D08AG02 Iodopovidone
D08AG03 Iodio
D08AG04 Diiodoidrossipropano
QD08AG53 Iodio, associazioni

### D08AH Derivati della chinolina
D08AH01 Dequalinio
D08AH02 Clorchinaldolo
D08AH03 8-idrossichinolina
D08AH30 Cliochinolo

### D08AJ Composti ammonici quaternari
D08AJ01 Cloruro di benzalconio
D08AJ02 Cetrimonio
D08AJ03 Cloruro di cetilpiridinio
D08AJ04 Bromuro di cetil-trimetilammonio
D08AJ05 Benzoxonio cloruro
D08AJ06 Didecildimetilammonio cloruro
D08AJ08 Benzetonio cloruro
D08AJ10 Decametossina
D08AJ57 Octenidina, associazioni
D08AJ58 Benzetonio cloruro, associazioni
D08AJ59 Dodeclonio bromuro, associazioni

### D08AK Prodotti a base di mercurio
D08AK01 Mercurio amidocloruro
D08AK02 Fenilmercurio borato
D08AK03 Cloruro mercurico
D08AK04 Mercurocromo
D08AK05 Mercurio, metallo
D08AK06 Thimerosal
D08AK30 Ioduro mercurico
QD08AK52 Fenilmercurio borato, associazioni

### D08AL Composti dell'argento
D08AL01 Nitrato d'argento
D08AL30 Argento

### D08AX Altri antisettici e disinfettanti
D08AX01 Perossido di idrogeno
D08AX02 Eosina
D08AX03 1-propanolo
D08AX04 Cloramina T
D08AX05 Isopropanolo
D08AX06 Permanganato di potassio
D08AX07 Ipoclorito di sodio
D08AX08 Etanolo
D08AX53 Propanolo, associazioni